# Yangling
För andra betydelser, se Yangling (olika betydelser).
Yangling är ett stadsdistrikt i Xianyangs stad på prefekturnivå i Shaanxi-provinsen i nordvästra Kina. Det ligger omkring 75 kilometer väster om provinshuvudstaden Xi'an.